# Lauru I Afulu
Lauru I Afulu is een bestuurslaag in het regentschap Nias Utara van de provincie Noord-Sumatra, Indonesië. Lauru I Afulu telt 1665 inwoners (volkstelling 2010).